# 明基西門子
明基通信（BenQ Mobile）是台灣明基電通的一家已宣佈破產的子公司，其擁有BenQ、BenQ-SIEMENS、SIEMENS三種品牌。明基電通於2005年6月7日無預警宣佈併購德國西門子公司手機部門，明基也將取得西門子授權BenQ-SIEMENS品牌使用權為5年，西門子品牌（SIEMENS）則為18個月，並在2005年10月1日生效。併購後，明基西門子成為當時全球第四大的手機品牌。然而在併購生效未滿一年時，明基官方無預警宣佈不再對其投資，並申請無力清償保護，結束了這個品牌的營運。

## 歷史

### 併購背景
2000年代初，明基在全球資訊產品市場中快速成長，尤其以手機、光碟機、顯示器等代工業務為主力。2004年前後，其手機事業最大客戶摩托羅拉因成本考量逐步將訂單轉往其他代工廠，使手機代工收入大幅縮水。此變局迫使時任董事長李焜耀重新審視未來走向，他遂提出強化BenQ品牌形象的構想，意圖從代工轉型為全球品牌企業。
彼時全球手機市場快速集中，諾基亞、摩托羅拉、三星、索尼愛立信等品牌占據主要份額。根據Gartner 2004年數據，西門子為當年全球第五大手機製造商，市占率約7.2%，但獲利持續惡化，單位銷售平均虧損5~6歐元。面對市場壓力，西門子開始尋求剝離旗下手機部門的買家。而雖然當時明基在投影機市場的表現優異，銷售量排名歐洲第一、全球第二，但手機市場佔有率不到全球的1%，急速希望提高知名度，而西門子在拉丁美洲有一定的佔有率及全球的知名度，為明基成為國際大廠的跳板，於是展開明基與西門子手機部門併購案。
2005年6月，明基與西門子宣布達成協議：明基將無償接手西門子手機業務（含德國、巴西及亞洲研發生產設施），並以「BenQ-Siemens」為共同品牌營運五年。此外，西門子投資2.5億歐元做為轉型資金，並以5000萬歐元購買明基約2.5%股份。明基對外宣稱，此案完成後將使其全球手機市佔率一舉躍升至近10%，進入全球前五大之列。
該併購案於2005年10月1日正式完成，明基西門子在德國慕尼黑成立，原西門子通訊團隊多數原地保留。Clemens Joos出任執行長（CEO），明基代表王文燦出任董事長；但因在併購前，西門子手機部門早已出現財務危機，再加上東西方文化的差異，所以這場併購案在最初便受到外界兩極化的評論。

### 虧損與破產清算
明基西門子的經營並不順利。在併購西門子之前，明基便預估兩年將虧損10億美元，但在第一年不到便虧損10億美元；此外，兩間公司的文化整合也未成功，明基慣於靈活迅速的「叢林戰」管理風格，與西門子嚴謹、流程導向的德國企業文化存在根本落差。這種文化衝突導致決策遲緩、財報延誤、產品研發時程嚴重延宕；原計畫於一年內推出35款手機，最終僅實現19款，且多數延遲上市。
2006年7月，明基西門子宣布將裁員10％，以此欲扭轉手機業務部門虧損連連的情況。
2006年9月28日，即在併購西門子滿一年的一週前，明基官方宣佈不再投資其德國手機子公司，並考慮申請無力清償保護，以進入法定接管程序。過去一年，明基手機部門虧損超過8億歐元，折合新台幣約350億元，平均每天虧損1億元。官方表示：產品開發不順，是失敗的主要關鍵。
2006年9月29日，明基西門子在慕尼黑法院聲請破產保護。 這起事件在德國引發爭議，質疑明基是否僅為了獲取西門子的專利與智慧財產權而收購該手機部門，並無意繼續在德國製造手機。 此破產事件在德國引起憤怒，數千個工作機會可能因此流失， 當時德國總理安格拉·梅克爾表示，西門子應對這些員工負責。 西門子隨後設立了一筆3500萬歐元的員工援助基金。 10月5日，西門子中止尚未支付給明基的併購款項， 並考慮就品牌與專利的後續使用問題對明基採取法律行動， 雖然最終並未提出訴訟。一些德國政界人士與工會批評西門子在出售後導致破產的管理失誤。 明基一位高層表示，停止對該子公司的資金支持並讓其申請破產保護是「非常艱難的決定」，絕非如部分媒體所說的「拍拍屁股走人」。
2006年10月底，共有2,000名員工遭到裁員。德國當局隨後對明基與西門子在明基西門子破產案中的角色展開調查，並出現財務犯罪的指控。 截至2007年3月，共有13位高層在台灣被拘留，其中包括余俊賢，指控為在破產消息公佈前拋售股票。明基股價當時重挫7%，創下十年新低。 之後，明基董事長李焜耀也於次月被拘留調查。
在未能找到合適的投資人或買家後，明基西門子的破產管理人 Martin Prager於2007年1月2日宣布公司將關閉。 同年1月30日，位於坎普-林特福特的工廠正式關閉，IG Metall工會代表以鮮花為最後165位員工送行。 明基西門子最終倒閉導致約3,000名員工失業。 公司資產於2007年3月在漢堡與eBay上拍賣， 拍賣活動延續至6月。2005年與2006年的巨額虧損，完全抹去了明基自1999年以來累積的所有獲利。

## 失敗原因
報告指出，明基西門子破局的原因複雜。明基對品牌發展的渴望被認為是促成此次併購的主因之一，公司高層過度受到「打造國際品牌」的戰略目標所驅動，在尚未完成充分的實地查核（due diligence）前便急於收購西門子手機部門，導致後續經營層面出現諸多難以預期的問題。
在併購前，明基並未實地盤查工廠設施、生產線、或技術資產，而僅依賴由西門子提供的書面文件進行資料審閱。事後證實，西門子所提供的一千項手機專利中，真正具市場價值的僅有數項，而帳面資產亦存在高達兩億歐元的高估情形。除了產品開發不順之外，西門子手機部門的巨額虧損，遠超過明基最初的評估，加上整個併購案進行程序過慢，便無法及時統一管理，而公司內部又因台灣與德國雙方的研發團隊出現衝突，相互對立，不善合作，更進一步促使這場受世人高度關注的東西方公司併購案破局。

## 產品列表

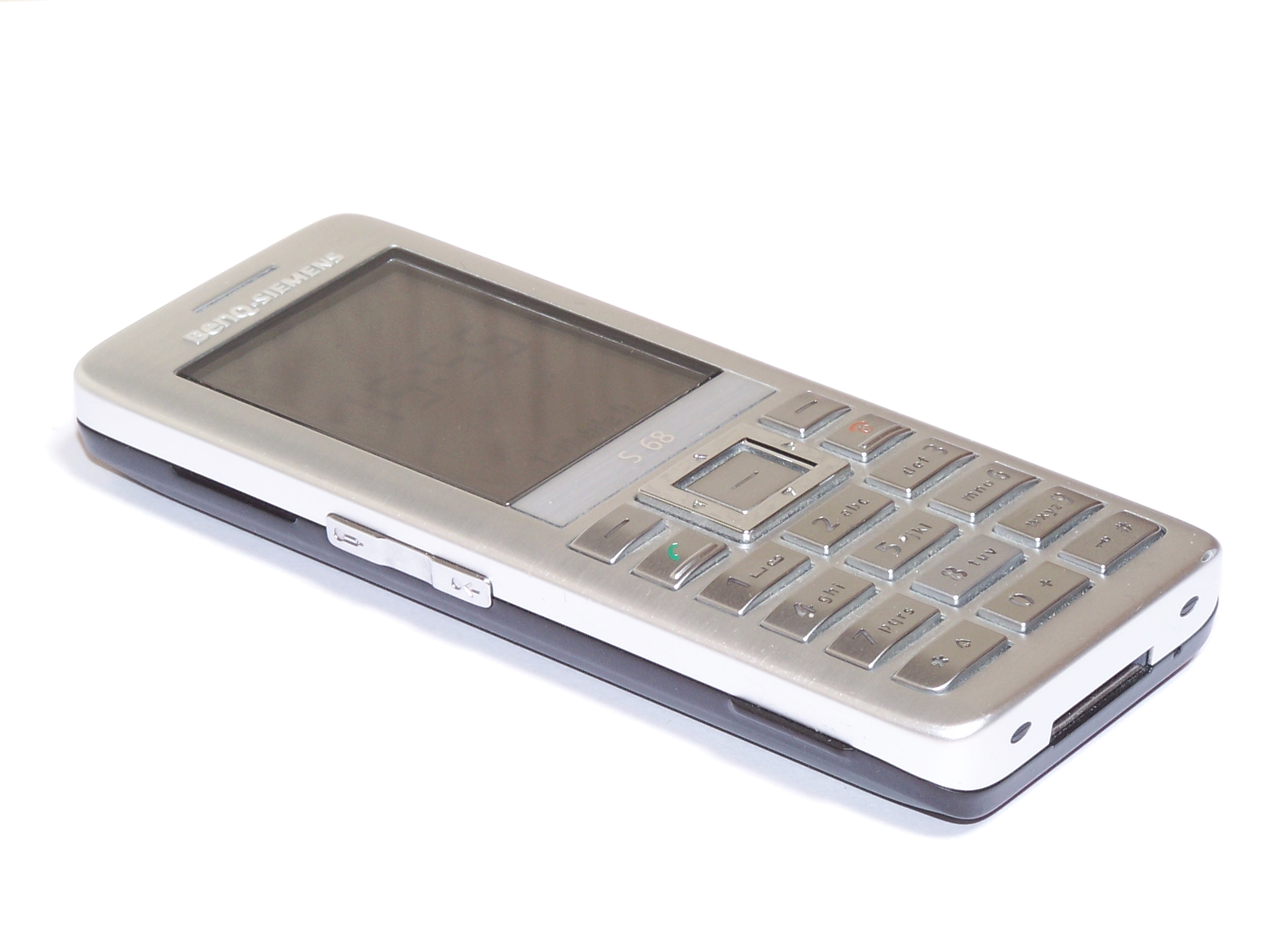
明基西門子S68

- C31
- C81
- CF61
- CL71
- E61
- E71
- E81
- EF51
- EF61
- EF71
- EF81
- EF91
- EL71
- M81
- P51
- S68
- S81
- S88
- SF71
- SL91